# Stan Dewulf
Pour les articles homonymes, voir Dewulf.
Stan Dewulf (né le 20 décembre 1997 à Stavele) est un coureur cycliste belge, membre de l'équipe AG2R Citroën.

## Biographie

### Carrière amateur
En 2013, Stan Dewulf devient vice-champion de Belgique du contre-la-montre débutants (moins de 17 ans). L'année suivante, il s'impose sur le Keizer der Juniores (moins de 19 ans). Il s'illustre ensuite lors de la saison 2015 en terminant deuxième du championnat d'Europe juniors au sprint,, ou encore troisième de Paris-Roubaix juniors. 
Repéré par ses bonnes performances, il intègre la réserve de l'équipe World Tour Lotto-Soudal en 2016. Dès sa première saison espoirs, il s'impose à trois reprises au niveau individuel. Il se classe également huitième d'À travers les Ardennes flamandes et de l'Olympia's Tour dans le calendrier UCI. 
Il accumule les places d'honneur en 2017 en finissant troisième du Tour de Bretagne, du championnat de Belgique espoirs et de l'Olympia's Tour, quatrième du Triptyque des Monts et Châteaux, cinquième du Grand Prix Criquielion ou encore neuvième du Circuit Het Nieuwsblad espoirs. Avec sa sélection nationale, il participe au Tour de l'Avenir puis aux mondiaux espoirs de Bergen, où il se classe 32e. 
Lors de la saison 2018, il s'illustre en remportant Paris-Roubaix espoirs. La même année, il termine par ailleurs deuxième du Triptyque des Monts et Châteaux derrière Jasper Philipsen, malgré deux victoires d'étape. Il se classe aussi deuxième du Tour de Bretagne, troisième du Ringerike Grand Prix, sixième de Liège-Bastogne-Liège espoirs et neuvième du Paris-Arras Tour. Fort de ces résultats, il signe un contrat professionnel avec la formation mère Lotto-Soudal pour la saison 2019, et intègre son effectif dès le mois d’août en tant que stagiaire,.

### Carrière professionnelle

#### Lotto-Soudal

##### Saison 2019
Il commence sa carrière professionnelle sur le Tour de San Juan où il se distingue lors de la sixième étape, s'y classant 8e. Le 20 mars, il termine 13e de la Nokere Koerse. Une semaine plus tard, il est aligné sur sa première course d'un jour World Tour, les Trois Jours de Bruges-La Panne (97e). Il découvre ensuite le GP E3 (36e), À travers les Flandres (abandon) et Paris-Roubaix (79e). Au sortir de ces Classiques, il prend part aux Quatre Jours de Dunkerque, 12e de la cinquième étape et 22e du classement général. Un mois plus tard, il réalise deux tops 10 sur le Tour de Suisse lors d'arrivées au sprint.
Sur la deuxième partie de saison, il décroche un nouveau top 10 sur le BinckBank Tour, 8e de la cinquième étape, avant de réaliser un nouveau bloc de courses d'un jour World Tour, se rendant sur l'EuroEyes Cyclassics (37e), la Bretagne Classic (66e), les Grands Prix de Québec (43e) et Montréal (87e). Il réalise des accessits sur la course en ligne espoirs des championnats du monde (11e) et sur Binche-Chimay-Binche (13e).

#### Saison 2020
À la suite d'une collision avec une voiture à l'entraînement lors de l'automne 2019, il est opéré du genou fin janvier 2020. Retrouvant l'entraînement en avril, il doit faire face à la suspension des compétitions due à la pandémie de Covid-19. Il ne porte ainsi son premier dossard que le 16 août 2020 lors du Tour de Wallonie où son coéquipier Caleb Ewan remporte la première étape. Quelques jours auparavant, le 10 août, l'équipe AG2R La Mondiale annonce son recrutement pour deux ans à partir du 1er janvier 2021. Selon Vincent Lavenu, il est « un des plus grands espoirs belges pour les classiques », sa présence venant renforcer les ambitions de l'équipe dans ce secteur. Le 13 septembre, il est seulement devancé par Gianni Vermeersch sur l'Antwerp Port Epic-Sels Trophy. Il signe deux onzièmes places, sur la Coppa Sabatini et la Flèche brabançonne. Il est retenu pour prendre part au Tour d'Espagne où il réalise un top 10, 9e de la quinzième étape.

#### Saison 2021
En avril, il participe à l'Amstel Gold Race, où il est membre de l'échappée du jour.
En juillet, il termine deuxième du Tour de Wallonie remporté par Quinn Simmons.
En octobre, il remporte les Boucles de l'Aulne en solitaire.

#### Saison 2022
Il est membre de la première échappée sur le Tour des Flandres.

## Palmarès

### Palmarès amateur
- 2013
  - 2e du championnat de Belgique du contre-la-montre débutants
- 2014
  - Classement général du Keizer der Juniores
  - 3e du championnat de Flandre-Occidentale du contre-la-montre juniors
- 2015
  - Flèche du Brabant flamand
  -  Médaillé d'argent du championnat d'Europe sur route juniors
  - 3e du Grand Prix André Noyelle
  - 3e de Paris-Roubaix juniors
- 2016
  -  Champion de Belgique du contre-la-montre par équipes
  - Champion de Flandre-Occidentale sur route espoirs
  - Grand Prix de Boussières-sur-Sambre
  - Zandberg Classic
- 2017
  - Champion de Flandre-Occidentale du contre-la-montre espoirs
  - 3e du Tour de Bretagne
  - 3e du championnat de Belgique sur route espoirs
  - 3e de l'Olympia's Tour
  - 3e du Grand Prix Jules Van Hevel
- 2018
  -  Champion de Belgique du contre-la-montre par équipes
  - Champion de Flandre-Occidentale du contre-la-montre espoirs
  - 3ea (contre-la-montre) et 3eb étapes du Triptyque des Monts et Châteaux
  - Paris-Roubaix espoirs
  - 1re étape du Tour de Flandre-Orientale
  - 1re étape de l'Okolo Jižních Čech (contre-la-montre par équipes)
  - 2e du Triptyque des Monts et Châteaux
  - 2e du Tour de Bretagne
  - 2e du Tour de Flandre-Orientale
  - 2e de la Zandberg Classic
  - 3e du Ringerike Grand Prix
  - 3e de l'Okolo Jižních Čech

### Palmarès professionnel
- 2019
  - 3e de la Gullegem Koerse
- 2020
  - 2e de l'Antwerp Port Epic
- 2021
  - Boucles de l'Aulne
  - 2e du Tour de Wallonie
- 2022
  - Ruddervoorde Koerse
  - 3e des Boucles de l'Aulne
- 2024
  - 5e du Renewi Tour
- 2025
  - 3e de la Gullegem Koerse

## Résultats sur les grands tours

### Tour de France
2 participations
- 2022 : 65e
- 2023 : 81e

### Tour d'Italie
1 participation
- 2025 : 111e

### Tour d'Espagne
2 participations
- 2020 : 70e
- 2021 : 65e

## Classements mondiaux
| Année                                 | 2016  | 2017 | 2018 | 2019 | 2020 | 2021 | 2022 | 2023 | 2024 |
| ------------------------------------- | ----- | ---- | ---- | ---- | ---- | ---- | ---- | ---- | ---- |
| Classement mondial                    | 2344e | 752e | 460e | 709e | 244e | 117e | 321e | 417e | 261e |
| UCI Europe Tour                       | 1566e | 470e | 262e | 521e | 202e | 100e | 258e | nc   | nc   |
|                                       |       |      |      |      |      |      |      |      |      |
| Légende : nc = non classéSource : UCI |       |      |      |      |      |      |      |      |      |